# Alfonso Badini Confalonieri (vescovo)
Alfonso Badini Confalonieri (Valenza, 1º agosto 1944) è un vescovo cattolico italiano, dal 12 ottobre 2019 vescovo emerito di Susa.

## Biografia
Nasce a Valenza, in provincia e diocesi di Alessandria, il 1º agosto 1944. È figlio di Vittorio Badini Confalonieri, ministro del turismo e dello spettacolo del governo Andreotti II, e bisnipote del senatore del Regno Alfonso Badini Confalonieri.

### Formazione e ministero sacerdotale
Studia economia e commercio all'Università di Torino e svolge la professione di dottore commercialista. Entrato nel seminario diocesano di Susa, vi frequenta gli studi ecclesiastici, completati poi presso la Pontificia Università Gregoriana in Roma.
Il 29 giugno 1978 è ordinato presbitero, nella chiesa di Sant'Ippolito a Bardonecchia, dal vescovo Giuseppe Garneri. Dopo l'ordinazione è assistente del seminario minore di Susa.
È chiamato nel maggio 1981 a prestare servizio presso la Segreteria di Stato della Santa Sede; in contemporanea collabora con la parrocchia di santa Paola Romana ed è anche assistente dell'Azione Cattolica e del gruppo scout.
Il 21 marzo 1986 è insignito del titolo di cappellano di Sua Santità.
Il 6 luglio 1994 papa Giovanni Paolo II lo nomina delegato della sezione ordinaria dell'Amministrazione del patrimonio della Sede Apostolica.

### Ministero episcopale
Il 13 dicembre 2000 papa Giovanni Paolo II lo nomina vescovo di Susa; succede a Vittorio Bernardetto, dimessosi per raggiunti limiti di età. Il 31 gennaio 2001 riceve l'ordinazione episcopale, all'altare della Cattedra nella basilica di San Pietro in Vaticano, dal cardinale Angelo Sodano, co-consacranti gli arcivescovi Agostino Cacciavillan e Francesco Monterisi (poi entrambi cardinali). L'11 febbraio seguente prende possesso della diocesi.
All'interno della Conferenza Episcopale Italiana è stato presidente del Comitato per gli interventi caritativi a favore dei paesi del terzo mondo e membro della Commissione episcopale per l'evangelizzazione dei popoli e la cooperazione tra le chiese.
Il 12 ottobre 2019 papa Francesco accoglie la sua rinuncia per raggiunti limiti di età; gli succede, come amministratore apostolico, l'arcivescovo di Torino Cesare Nosiglia. Da vescovo emerito si ritira a Bardonecchia presso la parrocchia di Sant'Ippolito.

## Genealogia episcopale
La genealogia episcopale è:
- Cardinale Scipione Rebiba
- Cardinale Giulio Antonio Santori
- Cardinale Girolamo Bernerio, O.P.
- Arcivescovo Galeazzo Sanvitale
- Cardinale Ludovico Ludovisi
- Cardinale Luigi Caetani
- Cardinale Ulderico Carpegna
- Cardinale Paluzzo Paluzzi Altieri degli Albertoni
- Papa Benedetto XIII
- Papa Benedetto XIV
- Papa Clemente XIII
- Cardinale Marcantonio Colonna
- Cardinale Giacinto Sigismondo Gerdil, B.
- Cardinale Giulio Maria della Somaglia
- Cardinale Carlo Odescalchi, S.I.
- Vescovo Eugène de Mazenod, O.M.I.
- Cardinale Joseph Hippolyte Guibert, O.M.I.
- Cardinale François-Marie-Benjamin Richard
- Cardinale Pietro Gasparri
- Cardinale Clemente Micara
- Cardinale Antonio Samorè
- Cardinale Angelo Sodano
- Vescovo Alfonso Badini Confalonieri